# Pure Air
Pure Air è il secondo album discografico del gruppo musicale Agua de Annique, formato e fondato dalla cantante olandese Anneke van Giersbergen (ex The Gathering). Il disco è uscito nel 2009.

## Tracce
1. The Blower's Daughter (feat. Danny Cavanagh degli Anathema) (Damien Rice cover)
2. Beautiful One (feat. Niels Geusebroek dei Silkstone)
3. Wild Flowers (Frank Boeijen cover)
4. Day After Yesterday (feat. Marike Jager)
5. Come Wander with Me (feat. Kyteman) (Jeff Alexander cover)
6. Valley of the Queens (feat. Arjen Lucassen degli Ayreon) (Ayreon cover)
7. To Catch a Thief (feat. John Wetton dei King Crimson & Asia) (John Wetton & Geoff Downes cover)
8. Ironic (Alanis Morissette cover)
9. What's the Reason? (feat. Niels Geusebroek dei Silkstone) (Silkstone cover)
10. Yalin
11. Somewhere (feat. Sharon den Adel dei Within Temptation) (Within Temptation cover)
12. Witnesses
13. The Power of Love (Frankie Goes to Hollywood cover)